# Corymica vitrigera
Corymica vitrigera är en fjärilsart som beskrevs av Butler 1889. Corymica vitrigera ingår i släktet Corymica och familjen mätare. Inga underarter finns listade i Catalogue of Life.